# Trillium foetidissimum
Trillium foetidissimum е вид растение от семейство Melanthiaceae. Видът е незастрашен от изчезване.

## Разпространение
Видът се среща по протежение на границата между Луизиана и Мисисипи в различни местообитания.